# 猛獅客車
猛獅客車有限公司是中國宇通集團及德國MAN股份公司組成的合資企業，主要在中國內地生產及銷售MAN品牌的客車。
香港有部份MAN品牌的客車及巴士是由猛獅客車製造，包括粵港汽車的A82、愉景灣客運的A84及陽光巴士的A85。
2009年2月，MAN股份公司将其持有的猛狮客车50％的股权以1欧元的价格转让给了宇通客车的大股东宇通集团，於是中國宇通集團 及德國MAN股份公司雙方合作告終。

## 外部連結
- 宇通客車與德國MAN公司的合作走到盡頭 （页面存档备份，存于）